# Hasemania maxillaris
Hasemania maxillaris és una espècie de peix de la família dels caràcids i de l'ordre dels caraciformes. Els adults poden assolir fins a 2,9 cm de llargària total. Viu en zones de clima subtropical a la conca del Iguaçúa Amèrica del Sud.